# Subdivisões do Lesoto

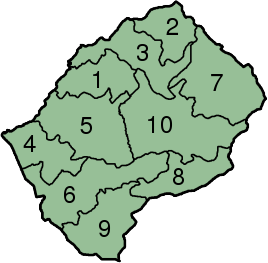
Distritos do Lesoto

O reino do Lesoto se encontra dividido em 10 distritos:
| Distrito         | Capital       | Área (km²) | População (censo 2001) |
| ---------------- | ------------- | ---------- | ---------------------- |
| 1. Berea         | Teyateyaneng  | 2.222      | 300.557                |
| 2. Butha-Buthe   | Butha-Buthe   | 1.767      | 126.948                |
| 3. Leribe        | Hlotse        | 2.828      | 362.339                |
| 4. Mafeteng      | Mafeteng      | 2.119      | 238.946                |
| 5. Maseru        | Maseru        | 4.279      | 477.599                |
| 6. Mohale's Hoek | Mahale's Hoek | 3.530      | 206.842                |
| 7. Mokhotlong    | Mokholong     | 4.075      | 89.705                 |
| 8. Qacha's Nek   | Qacha's Nek   | 2.349      | 80.323                 |
| 9. Quthing       | Quthing       | 2.916      | 140.641                |
| 10. Thaba-Tseka  | Thaba-Tseka   | 4.270      | 133.680                |